# The Dangerous Flirt
The Dangerous Flirt è un film del 1924 diretto da Tod Browning e interpretato da Evelyn Brent, Edward Earle, Sheldon Lewis, Clarissa Selwynne, Pierre Gendron. La pellicola è considerata perduta.
Richard Schayer adattò per lo schermo il racconto The Prude di Julie Herne, del quale non si conosce la data di pubblicazione.

## Produzione
Il film, il cui titolo di lavorazione fu The Prude, venne prodotto dalla Gothic Pictures, una compagnia attiva nel 1924 e 1925 che produsse in quel periodo cinque pellicole. Le riprese durarono da settembre a ottobre 1924.

## Distribuzione
Il copyright del film, richiesto dalla Gothic Pictures, fu registrato il 19 ottobre 1924 con il numero LP20795. Lo stesso giorno, ilm film uscì nelle sale cinematografiche statunitensi, distribuito dalla Film Booking Offices of America. Nel Regno Unito, prese il titolo A Dangerous Flirtation, in Brasile quello di Flerte Perigoso.
Non si conoscono copie ancora esistenti della pellicola che viene considerata presumibilmente perduta.